# El laberinto del mal
El Laberinto del Mal es la novela prólogo del Episodio III: La venganza de los Sith, basada en el universo de La Guerra de las Galaxias, más concretamente en el conflicto ficticio llamado Guerras Clon. Fue escrita por James Luceno y publicada en España a finales de abril de 2005 por la editorial Alberto Santos Editor.

## Argumento
Inmediatamente antes del Episodio III, el Maestro Jedi Obi-Wan Kenobi y el Caballero Anakin Skywalker se encuentran en el asedio al Borde Exterior, más concretamente en Cato Neimoidia. Tras escapárseles el virrey Nute Gunray por muy poco se dan cuenta de que este ha olvidado un comunicador holográfico con el que se comunicaba con Darth Sidious. Ambos deben buscar a su fabricante para averiguar lo más posible acerca de la trama.
Mientras el Conde Dooku y el General Grievous deben proteger al Consejo Separatista y descubren la pérdida de la silla comunicadora. En Coruscant Palpatine se viste de mayor poder y permite acciones como registros y vigilancia extrema, así como detenciones sin pruebas algunas. Algunos senadores se organizan contra él, como Mon Mothma y Bail Organa sin éxito alguno.
Con las fuerzas de la República Galáctica moviéndose hacia los últimos tres bastiones separatistas: Mygeeto, Saleucami y Felucia Anakin y Obi-Wan continúan su búsqueda en una explotación minera en el espacio sin lograr nada y viajando al remoto mundo de Naos 3. En Coruscant Palpatine descubre la búsqueda de Sidious y permite a los Jedi continuar con esta. Guiados por las investigaciones del Maestro Mace Windu y por las sensaciones de Yoda, un equipo Jedi llega al edificio de senadores República 500, pues tienen la certeza de que Sidious estará allí, ya que es miembro del Senado.
Entonces los separatistas irrumpen en la capital y el General Grievous secuestra a Palpatine. Debido a sus poderes especiales, si muriese, la República quedaría paralizada sin líder ni gobierno así que Windu y sus Jedi interrumpen la búsqueda de Lord Sith justo cuando estaban a punto de encontrar su base. Persiguiendo a Grievous por la ciudad en asedio y bombardeo y con un rastro de Jedi muertos. Lo que el Consejo no puede ni imaginar, es que el secuestro de Palpatine no es sino una farsa para sacar a este del planeta, ya que estaba a punto de ser revelada su identidad de Darth Sidious.
En Naos 3 y justo cuando Grievous escapa a su nave, la Mano Invisible con Palpatine, Anakin y  Kenobi se enfrentan a Dooku, que huye a Coruscant (todo parte del plan de Sidious para que ambos Jedi le persigan y Anakin de un paso más acabando con Dooku hacia el Lado Oscuro. Así los amigos Jedi, Obi-Wan y Anakin, deciden volver a Coruscant y con una misión relámpago rescatar al Canciller.
Comienza el Episodio III: La venganza de los Sith.